# Emma Lazarus
Emma Lazarus (Nova York, 22 de juliol de 1849 - íd. 19 de novembre de 1887) va ser una poeta estatunidenca. La seva obra més coneguda és el sonet de 1883 The New Colossus, gravat en bronze a l'Estàtua de la Llibertat de Nova York.
Va estudiar literatura americana i europea i va aprendre alemany, italià i portuguès. Va cartejar-se amb autoritats com Ralph Waldo Emerson i va completar els estudis amb dos viatges a Europa. Membre de l'elit literària de Nova York de finals del segle XIX, va escriure diverses obres originals i traduccions d'autors com Heinrich Heine o Johann Wolfgang von Goethe. També va publicar dues obres de teatre i una novel·la.
Originària d'una família sefardita portuguesa, va mostrar-se molt interessada pels seus ancestres, especialment arran dels pogroms a l'Imperi Rus durant la dècada de 1880. Fou reconeguda partidària del georgisme, va escriure contra l'antisemitisme i defensà la idea de crear una pàtria a Palestina, abans que existís el terme de sionista.

## The New Colossus

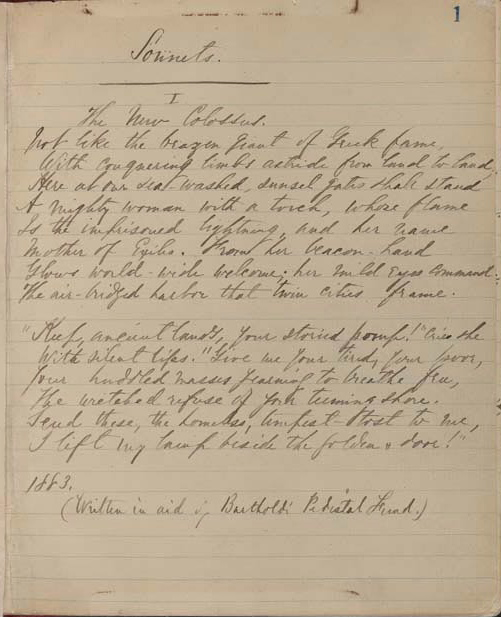
The New Colossus, manuscrit

En el context de les onades migratòries als Estats Units, en les últimes dècades del segle XIX, des dels guetos europeus i russos, Lazarus va defensar els immigrants i els jueus perseguits. El seu famós sonet recull l'ideal de Lazarus de poder conjugar el manteniment de la pròpia tradició amb les noves realitats. Apel·lant als vells ideals grecs, concep la idea d'un nou colòs esdevingut una mena de mare acollidora dels nous exiliats.

## Obres
- Lazarus, Emma. The Poems of Emma Lazarus.  Houghton, Mifflin and Company, 1888 [Consulta: 12 desembre 2008].
- In the Jewish Synagogue at Newport
- In Exile
- Progress and Poverty
- The New Colossus
- By the Waters of Babylon
- 1492
- The New Year
- The South
- Venus of the Louvre